# إرنست ساندز
إرنست ساندز (بالإنجليزية: Ernest Sands)‏ هو سياسي أمريكي، ولد في 30 أبريل 1922 في كندا، وتوفي في 9 أبريل 2012 بمينوت في الولايات المتحدة. حزبياً، نشط في الحزب الجمهوري. وقد انتخب عضو مجلس ولاية داكوتا الشمالية وانتخب نائب حاكم شمال داكوتا ‏.